# Locomotiva FS 906
Le locomotive gruppo 906 erano locotender a vapore, con rodiggio 1-3-0, che le Ferrovie dello Stato acquisirono dopo il rilevamento della ferrovia in concessione Roma–Viterbo. In precedenza costituivano il gruppo 30 delle Ferrovie Secondarie Romane (FSR).

## Storia
Le locomotive vennero costruite, dalla Breda di Milano nel 1910, in numero di 10 unità per l'esercizio della linea Roma–Viterbo. Le macchine erano di tipo analogo alle quattro unità della serie 1 ÷ 4 della Società Anonima per le Ferrovie della Brianza Centrale (FBC).
Le locomotive consegnate vennero immatricolate nel gruppo 30 FSR e trovarono impiego alla trazione dei treni viaggiatori della linea. Vennero in seguito immatricolate  dalle Ferrovie dello Stato nel gruppo 906 FS. In seguito alla acquisizione furono oggetto di modifica mediante la soppressione del sistema di surriscaldamento del vapore che era di difficile manutenzione perché interno al corpo cilindrico della caldaia e di scarso risultato.

## Caratteristiche
La locomotiva fu costruita con il rodiggio 1-3-0; era una macchina a vapore surriscaldato, a 2 cilindri esterni a semplice espansione con distribuzione a cassetto e leveraggio di azionamento del tipo Walschaerts. Le locomotive vennero costruite con un sistema di surriscaldamento moderato, poco più che un essiccamento del vapore, ottenuto con l'applicazione di un surriscaldatore Crawford-Clench.
La locomotiva era costituita da un carro su cui erano disposte le tre ruote motrici accoppiate e un asse anteriore portante che costituiva un carrello italiano assieme al primo asse accoppiato. Erano dotate di freno continuo automatico ad aria compressa. La massa in assetto di servizio era di 54,2 t di cui 47,2 costituivano il peso aderente a scorte massime che scendeva a 37,2 t a scorte al minimo. Le scorte erano costituite dal carbone e da 6,5 m³ di acqua.